# Am Kälberberg
Das Naturschutzgebiet Am Kälberberg liegt auf dem Gebiet der Gemeinde Recke im Kreis Steinfurt in Nordrhein-Westfalen. Das aus zwei Teilflächen bestehende Gebiet erstreckt sich südwestlich des Kernortes Recke. Nördlich fließt der Mittellandkanal, nordwestlich erstreckt sich das 259,9 ha große Naturschutzgebiet Heiliges Meer – Heupen, westlich verläuft die Landesstraße L 504.

## Bedeutung
Für Recke ist seit 1990 ein 11,54 ha großes Gebiet unter der Kenn-Nummer ST-073 als Naturschutzgebiet ausgewiesen. Das Gebiet wurde unter Schutz gestellt zur Erhaltung
- eines Niederwald-Heide-Komplexes als kulturhistorisch und landeskundlich schutzwürdige Fläche und
- eines Lebensraumes für seltene Pflanzengesellschaften und gefährdete Pflanzen- und Tierarten.